# IC 4495
IC 4495 је спирална галаксија у сазвјежђу Волар која се налази на листи објеката дубоког неба у Индекс каталогу.
Деклинација објекта је + 23° 33' 31" а ректасцензија 14h 44m 14,5s. Привидна величина (магнитуда) објекта IC 4495 износи 14,9 а фотографска магнитуда 15,7. IC 4495 је још познат и под ознакама CGCG 134-27, PGC 52634.